# 1286
1286 (MCCLXXXVI) je bilo navadno leto, ki se je po julijanskem koledarju začelo na torek.

## Dogodki

### Slovenija
- Nemški kralj Rudolf I. Habsburški preda goriškemu grofu Majnhardu IV. Koroško vojvodino (II.) in Kranjsko marko. Darilo je zahvala za pomoč v vojnah proti češkemu kralju Otokarju II.
- 1. september - Gosposvetsko polje: Majnhard  II. je na Vojvodskem prestolu ustoličen za novega koroškega vojvodo.

### Ostalo po svetu
- 6. januar - Reims: kronanje Filipa IV. Lepega za francoskega kralja.
  - Ker kralj Filip IV. Lepi podeduje prazno zakladnico, podržavi vso trgovino s soljo in uvede zelo nepriljubljeni davek na sol (Gabelle du sel), ki vztraja kar do leta → 1790.
- pomlad - Mongolska invazija na Madžarsko in Poljsko: potem ko je Nogaj Kan z vojsko prezimil v Transilvaniji, ga iz zasede porazijo domačini. Del uporne vojske pod vodstvom generali in princa Telubuge, ki se spre z Nogaj kanom, se odpravi ropat po vzhodni Poljski, kjer imajo več uspeha. 1287 ↔
- 19. marec - Začetek škotske nasledstvene krize: škotski kralj Aleksander III. se smrtno ponesreči ob padcu s konja. Njegovi otroci so umrli v letih pred tem, zato je glede na predporočno pogodbo najbližja dedinja 3 letna vnukinja, norveška princeska Margareta iz zakona med njegovo hčerko Margareto (1261–1283) in norveškim kraljem Erikom II.. Glede na primogenituro je najbližji kandidat za škotskega kralja plemič John Balliol, daljni potomec kralja Davida I. (1084-1153), ki najde zaslombo v angleškem kralju Edvardu I. 1290 ↔
- 20. marec - Umrlega marinidskega sultana Abu Jusufa Jakuba nasledi sin Jusuf an-Nasr.
- 11. april - Vojna sicilskih večernic: papež Honorij IV. izobči aragonskega princa in sicilskega kralja Jakoba I. ter postavi Siciljo pod interdikt. Sicilskih klerikov izobčenje ne gane in podprejo aragonsko stranko proti francoski. 1287 ↔
  - Aragonski kralj Alfonz III. nadaljuje s kazenskim pohodom proti stricu in kralju Majorke Jakobu II., ki je proti njegovemu očetu Petru III. kolaboriral s Francozi. To leto zavzame še Ibizo. 1287 ↔
- maj - Pariz: angleški kralj Edvard I. posreduje pri sklenitvi miru med francosko in aragonsko krono.
- 15. avgust - Akkon: kronanje Henrika II. Lusignanskega za jeruzalemskega kralja. Henrik II. ne ostane dolgo v Akkonu in se raje vrne na (varnejši) Ciper, vodenje ostanka Jeruzalemske kraljevine pa prepusti stricu Filipu Ibelinskemu.
- 8. oktober - Umrlega bretonskega vojvodo Ivana I. nasledi sin Ivan II.
- 22. november - Umorjen je danski kralj Erik V. Klipping. Nasledi ga sin Erik VI. Menved. Morilcev nikoli ne ujamejo.
- Ljubezenske pripetije ogrskega kralja Ladislava IV. Kumana: ogrski kralj Ladislav IV., ki se je sicer kulturno obnašal kot Kuman[1], aretira in razlasti svojo soprogo Elizabeto Sicilsko. Njene posesti preda svoji kumanski ljubici, za zaprto kraljico pa se potegne nadškof Lodomer, ki osvobodi kraljico in izobči nezvestega kralja. Nadškof uspe na svojo stran dobiti tudi plemstvo, medtem ko se kralj še bolj naveže na deloma poganske Kumane. 1288 ↔
- Republika Siena: po več kot 20. letih zmagovalni gvelfi sklenejo spravo z gibelini in jim dovolijo vrnitev v mesto.
- Italijanski dominikanski menih in slovničar Janez Balbi dokonča slovar latinščine Catholicon.

## Rojstva
- 8. marec - Ivan III., bretonski vojvoda († 1341)
- 1. september - Elizabeta Riksa, poljska in češka kraljica († 1335)
- Hugh Despenser mlajši, angleški kraljevi komornik, 1. baron le Despencer, gusar († 1326)
- James Douglas, škotski vojskovodja, baron Douglas († 1330)
- John Clyn, irski kronist († 1349)
- Marco Cornaro, 59. beneški dož († 1368)
- Odorik iz Pordenoneja, italijanski (beneški) frančiškanski misijonar, popotnik, potopisec († 1331)
- Ulrik III., württemberški grof († 1344)
- Vilijem I., grof Hainauta, Holandije (III.), Zeelandije (II.), Avesnesa (III.) († 1337)

## Smrti
- 4. januar - Ana Komena Doukaina, epirska princesa, ahajska kneginja
- 19. marec - Aleksander III., škotski kralj (* 1241)
- 20. marec - Abu Jusuf Jakub, marinidski sultan
- 30. julij - Gregorius Bar-Hebraeus, katolikos sirske ortodoksne cerkve (* 1226)
- 8. oktober - Ivan I., bretonski vojvoda (* 1217)
- 22. november - Erik V., danski kralj (* 1249)
- Vilijem iz Moerbeka, belgijski (flamski) prevajalec (* 1215)